# Kévin Mayer
Kévin Mayer (Argenteuil, 10 febbraio 1992) è un multiplista francese, detentore del record mondiale del decathlon con 9 126 punti.

## Biografia
Si è messo in mostra a livello giovanile vincendo l'oro ai mondiali U18 di Bressanone 2009, ai mondiali U20 di Moncton 2010 ed agli Europei U20 di Tallin 2011.
Ha rappresentato la Francia nel decathlon a tre edizioni consecutive dei Giochi olimpici estivi, vincendo due argenti a Rio de Janeiro 2016 e Tokyo 2020. È stato due volte campione iridato nel decathlon ai mondiali di Londra 2017 e Oregon 2022 e una volta nell'eptathlon ai mondiali indoor di Birmingham 2018.
Il 16 settembre 2018 ha migliorato il record mondiale del decathlon portandolo a 9 126 punti durante una gara a Talence, in Francia.

## Palmarès
| Anno | Manifestazione  | Sede           | Evento    | Risultato | Prestazione | Note                                     |
| ---- | --------------- | -------------- | --------- | --------- | ----------- | ---------------------------------------- |
| 2009 | Mondiali U18    | Bressanone     | Octathlon | Oro       | 6 478 p.    |                                          |
| 2010 | Mondiali U20    | Moncton        | Decathlon | Oro       | 7 928 p.    |                                          |
| 2011 | Europei U20     | Tallinn        | Decathlon | Oro       | 8 124 p.    | Record dei campionati                    |
| 2012 | Europei         | Helsinki       | Decathlon | dnf       | dnf         |                                          |
| 2012 | Giochi olimpici | Londra         | Decathlon | 15º       | 7 952 p.    |                                          |
| 2013 | Europei indoor  | Göteborg       | Eptathlon | Argento   | 6 297 p.    | Miglior prestazione personale            |
| 2013 | Mondiali        | Mosca          | Decathlon | 4º        | 8 446 p.    | Miglior prestazione personale            |
| 2014 | Europei         | Zurigo         | Decathlon | Argento   | 8 521 p.    |                                          |
| 2016 | Giochi olimpici | Rio de Janeiro | Decathlon | Argento   | 8 834 p.    |                                          |
| 2017 | Europei indoor  | Belgrado       | Eptathlon | Oro       | 6 479 p.    | Record europeo                           |
| 2017 | Mondiali        | Londra         | Decathlon | Oro       | 8 768 p.    | Miglior prestazione mondiale stagionale  |
| 2018 | Mondiali indoor | Birmingham     | Eptathlon | Oro       | 6 348 p.    | Miglior prestazione mondiale stagionale  |
| 2018 | Europei         | Berlino        | Decathlon | dnf       | dnf         |                                          |
| 2019 | Mondiali        | Doha           | Decathlon | dnf       | dnf         |                                          |
| 2021 | Europei indoor  | Toruń          | Eptathlon | Oro       | 6 392 p.    | Miglior prestazione mondiale stagionale  |
| 2021 | Giochi olimpici | Tokyo          | Decathlon | Argento   | 8 726 p.    | Miglior prestazione personale stagionale |
| 2022 | Mondiali        | Eugene         | Decathlon | Oro       | 8 816 p.    | Miglior prestazione personale stagionale |
| 2022 | Europei         | Monaco         | Decathlon | dnf       | dnf         |                                          |
| 2023 | Europei indoor  | Istanbul       | Eptathlon | Oro       | 6 348 p.    | Miglior prestazione europea stagionale   |
| 2023 | Mondiali        | Budapest       | Decathlon | dnf       | dnf         |                                          |
| 2024 | Europei         | Roma           | Decathlon | 5º        | 8 476 p.    | Miglior prestazione personale stagionale |

## Riconoscimenti
- Atleta europeo dell'anno (2018)